# Emilio Pegoraro
Emilio Pegoraro (Fontaniva, 19 ottobre 1921 – Padova, 18 dicembre 2022) è stato un politico e partigiano italiano.

## Biografia
Nato a Fontaniva in provincia di Padova nel 1921, si arruolò nel Regio Esercito e combatté nelle campagne di Russia e Jugoslavia. Questa esperienza lo porta a maturare forti sentimenti di opposizione a fascismo e nazismo. Dopo l'8 settembre rifiutò quindi di aderire alla Repubblica Sociale Italiana e si unì alla Resistenza. Con il nome di battaglia Leo combatté nella Brigata Garibaldi Padova, poi ridenominata Franco Sabbatucci in onore del suo comandante partigiano ucciso dai nazifascisti nel 1944. Nel dopoguerra fu prima consigliere comunale e poi deputato e senatore per il Partito Comunista Italiano, e fondatore della sezione padovana della Confederazione italiana agricoltori.
Nel 2010 pubblicò il libro "La campagna di Russia. Memorie di un privilegiato" in cui raccontava la sua esperienza sul fronte russo con il CSIR, parlando con attenzione dell'attività lontana dal fronte e nelle retrovie.